# Побит-Камык (Разградская область)
Побит-Камык (болг. Побит камък) — село в Болгарии. Находится в Разградской области, входит в общину Разград. Население составляет 280 человек.

## Политическая ситуация
В местном кметстве Побит-Камык, в состав которого входит Побит-Камык, должность кмета (старосты) исполняет Росица Станчева Атанасова (независимый) по результатам выборов правления кметства.
Кмет (мэр) общины Разград — Денчо Стоянов Бояджиев (инициативный комитет) по результатам выборов в правление общины.